# 继承有限集合

在数学中，继承有限集合被递归的定义为只包含继承有限集合（空集作为基础情况）的有限集合。非形式的说，继承有限集合是其成员也是有限集合，成员的成员也是有限集合以此类推，的有限集合。
它们可以通过如下规则构造：
空集是继承有限集合。
如果{\displaystyle a_{1},\ldots ,a_{k}}是继承有限集合，则{\displaystyle \{a_{1},\ldots ,a_{k}\}}也是。
所有继承有限集合的集合被指示为{\displaystyle V_{\omega }}。如果我们指示{\displaystyle P(S)}为{\displaystyle S}的幂集，则 {\displaystyle V_{\omega }}还可以构造如下：首先把空集写为{\displaystyle V_{0}}，接着{\displaystyle V_{1}=P(V_{0})}, {\displaystyle V_{2}=P(V_{1})}, {\displaystyle \ldots }, {\displaystyle V_{k}=P(V_{k}-1)}接着
{\displaystyle \bigcup _{k=0}^{\infty }V_{k}=V_{\omega }}。
继承有限集合是冯·诺伊曼全集的子类。它是把集合论公理中的无穷公理替代为它的否定公理得到公理体系的模型，因此证明了无穷公理不是其他集合论公理的推论。
注意有可数多个继承有限集合，因为{\displaystyle V_{n}}对于任何有限的{\displaystyle n}都是有限的（它的基数是{\displaystyle ^{n-1}2}，参见 tetration），而可数多个有限集合的并集是可数的。
等价的说，一个集合是继承有限的，当且仅当它的传递闭包是有限的。Vω也被符号化为{\displaystyle H_{\aleph _{0}}}，意味着小于{\displaystyle \aleph _{0}}的基数的继承。参见继承可数集合。